# František Kolář (architekt)
František Kolář (22. května 1890 Podolí – 28. března 1969 Ostrava) byl český architekt a stavitel v Moravské Ostravě.

## Životopis
Pocházel z rodiny zedníka z okolí Bouzova. V letech 1904 až 1909 pracoval ve Vídni. V období 1909–1913 studoval na průmyslové škole v Brně, kde se seznámil s pozdějším kolegou a spolupracovníkem Janem Rubým. Společně se podíleli na různých soutěžních projektech veřejných budov už před první světovou válkou. V roce 1919 se zúčastnili soutěže na stavbu české školy v Olomouci, kterou vyhráli. Od roku 1921 společně působili v Moravské Ostravě. V roce 1923 založili projekční a stavební kancelář Kolář & Ruby. V roce 1945 byla firma znárodněna a František Kolář pracoval jako projektant v Průmyslových stavbách Ostrava.

## Realizace
- Budova Sokolovny ve Starém Zlíně (1921)[7]
- V roce 1923 se zúčastnili soutěže na návrh výstavby nové radnice v Moravské Ostravě. Porota vybrala mezi nejlepší návrh Vladimíra Fischera (1870–1947) a společnou práci Koláře a Rubého. Dále porota navrhla, aby konečný projekt vypracovali společně. V listopadu 1924 byly zahájeny stavební práce a po jednotlivých etapách projekt byl dostavěn v roce 1930.[8]
- V roce 1923 získali zakázku na odborářský dům. Stavba Hornického domu probíhala od září 1924 do roku 1926. Původní projekt přepracoval pražský architekt Alois Kubíček (1887–1970). V Hornickém domě se mimo jiné nacházel kinosál a známá kavárna Elektra.
- Dalším společným projektem a stavbou byla Revírní bratrská pokladna (Českobratrská 1742/18, Moravská Ostrava). Areál třípatrové administrativní budovy s dvěma obytnými domy byl postaven v letech 1924–1928. Nyní je zde hotel.[9] Přístavby z let 1930, 1934 a 1938 jsou od Karla Kotase (1894–1974).
- Státní průmyslová škola ve Vítkovicích otevřená 1928.
- Kino Kosmos – nyní Vesmír, Zahradní ulice, Moravská Ostrava.
- Kino Rekord (Mír) ve Vítkovicích.
- Turistická chata Tanečnica na Pustevnách v Moravskoslezských Beskydech [10]
- Výstavba kolonie pro uprchlíky po 1. říjnu 1938, kdy Moravská Ostrava musela řešit příliv uprchlíků z polského a německého záboru. Výstavba kolonie mezi Vítkovicemi a Mariánskými Horami byla zahájena v březnu 1939 a již první domy (14 domů) stavební firma Kolář & Rubý předala ke kolaudaci 4. srpna 1939. Do roku 1942, kdy výstavba byla zastavena německými úřady, bylo postaveno celkem 26 jednopatrových zděných domů s 208 bytovými jednotkami. Výstavbu organizoval Červený kříž s finanční podporou Ústavu pro péči o uprchlíky při ministerstvu sociální a zdravotní správy.[11]